# チェコの政党
チェコの政党では、中欧地域に位置するチェコ共和国の政党に関する事柄について解説する。

## 概要
第1次世界大戦後に独立を果たしたチェコスロバキアでは、資本家や労働者、農民など社会階層ごとの政治利益を代表する政党がチェコ人やスロバキア人など国内の民族グループ毎に組織された為、極端な小党分立状態となっていた。その後ナチス・ドイツによる占領を経て第2次世界大戦後、しばらくは反ファシズム共同戦線に結集した諸政党によって結成された「国民戦線」の下に複数政党制が維持されたが1948年2月の共産党による政権掌握と同年5月の憲法改正で、社会民主党（CSSD）が共産党に併合され、チェコスロバキア人民党（CSL）が衛星政党化されたことによって、チェコスロバキア共産党による事実上の一党独裁体制（ヘゲモニー政党制）となった。しかし、1989年11月のビロード革命によって、共産党による一党支配体制は崩壊し複数政党制が復活した。そしてビロード革命翌年の1990年6月に複数政党によるチェコスロバキア連邦議会とチェコ国民評議会選挙が実施され、チェコ地域において革命を主導した組織である市民フォーラム（OF、1989年11月19日結成）が連邦議会のチェコ地域とチェコ国民評議会の双方で第一党となった。
選挙後の連邦議会において「暴力に反対する公衆」（VPN、スロバキア地域における民主化運動勢力の連合体）と共に連立与党となった市民フォーラムは1991年4月に分裂、中道右派グループは市民民主党（ODS）や市民民主同盟（ODA）を結成、社会民主主義を志向した中道左派グループはチェコ社会民主党（CSSD）に合流、「憲章77」メンバーを中心とした中道グループは「市民運動」（OH）という名称の政治運動を組織した。
民主化後、再建された社会民主党、衛星政党から脱したチェコスロバキア人民党も、それぞれ中道左派勢力とキリスト教民主勢力の結集体として、支持を集めるようになり、チェコにおける主要政党となった。チェコスロバキア共産党のチェコ地域における下部組織として1990年に結成されたボヘミア・モラビア共産党（KSCM）は、国政や地方の各種選挙において10％台の支持を得ている。

## 政党一覧
下院選挙において議席を獲得したことがある政党（アルファベット順）
- ANO 2011
- チェコ社会民主党（CSSD）
- 自治民主運動-ボヘミア・シレジア協会（HSD-SMS）
- ボヘミア・モラビア共産党（KSCM）
- キリスト教民主連合-チェコスロバキア人民党（KDU-CSL）
- 人々のため（LIDEM）
- 自由社会同盟（LSU）
- 市民民主同盟（ODA）
- 市民民主党（ODS）
- 国家の秩序（ŘN）
- リベレツ州市長連合（SLK）
- 自由と直接民主主義（SPD）
- 共和国連盟-チェコスロバキア共和党（SPR-RSC）
- 市長と無所属（STAN）
- 緑の党（SZ）
- TOP09
- 自由同盟-民主同盟（US-DEU）
- 直接民主主義の暁（Úsvit）
- 公共の物（VV）